# SEW-Eurodrive
SEW-Eurodrive — міжнародний німецький концерн електроприводної техніки та одна з найбільших компаній на світовому ринку у цій галузі. Компанія Süddeutsche Elektromotoren Werke (SEW) була заснована в 1931 році і до наших днів залишається сімейним бізнесом. Штаб-квартира корпорації розташована у м. Брухзаль, Німеччина.
В SEW-Eurodrive працює[коли?] понад 22000 співробітників по всьому світу, а щорічний оборот компанії перевищує 4 млрд євро. Офіси компанії знаходяться більше як в 458 точках по всьому світу, включаючи 17 виробничих підприємств, та 92 складальних центрів у більше як 56 країнах світу.

## Продукція
- Мотор-редуктори, редуктори і двигуни;
- Приводи з електронним управлінням (перетворювачі частоти);
- Компоненти для децентралізованих систем/приводи для децентралізованого монтажу;
- Сервоприводи;
- Великі індустріальні редуктори;
- Механічні варіатори;
- Вибухозахищені приводи відповідно до стандартів ATEX, IECEx, HazLoc-NA®;
- Системні рішення приводу і автоматизації;
- Сервісне обслуговування

SEW-Eurodrive виготовляє мотор-редуктори, редуктори, електродвигуни та перетворювачі частоти різноманітних розмірів для широкого спектра галузей промисловості.  Компанія виготовляє як компактні приводи в діапазоні потужності двигуна від 0,09 кВт до 225 кВт, так і потужні індустріальні редуктори з вихідними крутними моментами до декількох мільйонів Нм. В контексті Індустрії 4.0 компанія пропонує рішення для організації «розумного виробництва» (Lean Smart Factory), включаючи застосування мобільних помічників у складанні та логістиці, а також цифрове планування виробництва

## SEW-Eurodrive в Україні
В 2005 році засновано дочірню структуру міжнародного концерну SEW-Eurodrive GmbH&Сo в Україні - ТОВ «СЄВ-ЄВРОДРАЙВ».
Головний офіс ТОВ «СЄВ-ЄВРОДРАЙВ» знаходиться в м. Дніпро. 
До складу ТОВ «СЄВ-ЄВРОДРАЙВ» входять: Центр приводної техніки (Drive Technology Center) в м. Дніпро та 2 регіональні офіси, що розміщені в Києві та Івано-Франківську. Сьогодні ТОВ «СЄВ-ЄВРОДРАЙВ» є одним з лідерів на ринку постачання приводної техніки в Україні в таких галузях промисловості: гірничо-добувна, металургійна, цементна, агропромислова, деревообробна, машинобудівна та інших.
Цех складання і сервісу в м. Дніпро був відкритий у 2010 році і забезпечує швидке складання та якісний сервіс продукції на основі великого складу компонентів і запасних частин. У 2020 році планується розширення виробничих площ Центру Приводної Техніки в м Дніпро.

## Історія
13 червня 1931 року банкір Крістіан Пер (Christian Pähr) заснував компанію Süddeutsche Elektromotorenwerke (SEW) в місті Брухзаль, Північний Баден (Німеччина). Однак всього через кілька років після заснування компанії він помер у віці 70 років, і в 1935 році на чолі компанії стала вдова Крістіана Пера, а в 1945 року управління перейшло до зятя Крістіана Пера - Ернста Блікле (Ernst Blickle).
Період управління компанією Ернста Блікле характеризується швидким зростанням і розширенням виробництва. Був закладений новий завод в місті Грабен, в 10-ти км від міста Брухзаль, площею 10 000 квадратних метрів.
У 1960 році в офісах і цехах SEW в Грабені і Брухзалі працювали вже близько 600 співробітників. За одне десятиліття, з 1950 по 1960 рік, доходи SEW виросли з 1,4 млн до 20 млн німецьких марок.
У 1960 у Франції був відкритий перший іноземний філіал SEW-USOCOME в місті Аґено, Ельзас (Haguenau, Alsace), що поклало початок глобалізації компанії.
З 1968 по 1969 рік компанія продовжила експансію в Європі і були відкриті складальні заводи і офіси в Швеції (Єнчепінг), Італії (Мілан і Болонья) і Великій Британії (Нормантон).
У 1974 році був відкритий перший офіс SEW-Eurodrive на американському континенті - в Канаді.
У 1975 і 1978 роках компанія продовжила свій курс на міжнародну експансію, відкривши виробничі і складальні заводи в США і Бразилії (Гуарульюс, індустріальний центр Сан-Паулу).
Продовжувалося зростання присутності концерну на території Європи. До мапи SEW-Eurodrive в 1975 році долучилася Фінляндія.
У 1980-х роках були відкриті майданчики в Австралії (Мельбурн) і Південній Африці (Йоганнесбург).
Складальні заводи в Японії та Сінгапурі поклали початок азійської експансії SEW-Eurodrive.
Ернст Блікле більше чотирьох десятиліть працював над тим, щоб перетворити невелике регіональне сімейне підприємство з Брухзалю в транснаціональну компанію.
Після смерті Ернста Блікле в 1987 році його сини Райнер Блікле і Юрген Блікле взяли на себе функції керуючих партнерів SEW-Eurodrive GmbH & Co KG.
З 1993 року концерн SEW-Eurodrive почав роботу в Росії, з часом розширюючи межі присутності в країнах СНД - Україні, Білорусі, Казахстані та Азербайджані.
У 1994 році SEW-Eurodrive переходить новий рубіж і відкриває офіс в Китаї (Тяньцзінь), який зосередив у собі всю діяльність компанії на території Китаю.
Початок нового тисячоліття виявився для SEW-Eurodrive таким же успішним, як і кінець попереднього. У 2003 році доходи компанії вперше досягли позначки в мільярд євро.
У тому ж році свої двері в Брухзалі відкрив Інноваційний центр Ernst Blickle Innovation Center - коротко EBIC - з безліччю перевірочних та експериментальних лабораторій, який функціонує як глобальний центр діяльності SEW-Eurodrive в області досліджень і розробок.
У 2010 році SEW-Eurodrive відкриває завод по виробництву великих редукторів у м. Брухзаль, земля Баден-Вюртемберг, Німеччина.
У 2015 році компанія продовжила експансію на схід, відбулось відкриття збирально-сервісного центру ТОО «СЕВ-ЕВРОДРАЙВ», Алмати / Казахстан
Також у 2015 році був введений в експлуатацію новий завод індустріальних редукторів в м. Карккіла / Фінляндія
2019 в історії розвитку SEW-Eurodrive запам'ятався будівництвом та вводом в експлуатацію нового заводу електронного обладнання Брухзаль / Німеччина
2020 - 15 років роботи компанії в Україні